# Volksabstimmung in Norwegen 1994

Beitrittsverhandlungen zur EU 1992–94:

Am 27. und 28. November 1994 fand in Norwegen eine Volksabstimmung über den Beitritt des Landes zur Europäischen Union statt. Bei einer Wahlbeteiligung von 88,6 Prozent lehnten 52,2 Prozent der Abstimmenden den EU-Beitritt ab.

## Kontext
Nach der Gründung der Europäischen Wirtschaftsgemeinschaft im Jahr 1957 hatte es einen deutlichen und lang anhaltenden Wirtschaftsaufschwung in allen EWG-Mitgliedsstaaten gegeben. Für viele der Nachbarstaaten der EWG, die anfänglich nur aus Frankreich, der westdeutschen Bundesrepublik, Italien und den Benelux-Staaten bestand, erschien ein Beitritt zu dieser Wirtschaftsunion erstrebenswert. Norwegen, als Mitglied der NATO politisch eng mit den Staaten der EWG verbunden, beantragte 1962 und erneut 1967 die Mitgliedschaft in der EWG. Beide Anträge wurden auf Betreiben des französischen Präsidenten Charles de Gaulle, der insbesondere keinen Beitritt des Vereinigten Königreichs zur EWG wünschte, blockiert. Nachdem de Gaulle am 28. April 1969 zurückgetreten war, schien der Weg nach Europa frei und Norwegen stellte 1970 einen erneuten Aufnahmeantrag. Die Anträge waren in den 1960er Jahren 
von den meisten gesellschaftlichen Gruppen wohl befürwortet worden. Nach der Entdeckung reicher Öl- und Erdgasvorkommen in der Nordsee (Ekofisk Ende 1969 und später weitere) kamen Befürchtungen auf, Norwegen könnte zu einem Nettozahler in der EWG werden.
In einem Referendum am 24. und 25. September 1972 lehnen 53,5 Prozent der Abstimmenden einen EWG-Beitritt ab. Danach kam es zu einer Regierungskrise in der Regierung Bratteli I, die den Beitritt favorisiert hatte; Premierminister Trygve Bratteli trat zurück. Die Beitritt-skeptische Regierung Korvald folgte ihr. Nach der Parlamentswahl am 10. September 1973 bildete Bratelli eine neue Regierung. 
Das Projekt des EWG-Beitritts wurde nicht wiederaufgegriffen. 

In den 1980er und 1990er Jahren wandelte sich die politische Landschaft in Europa grundlegend. 1989 fielen die Mauer und der eiserne Vorhang; 1990/1991 zerfiel die Sowjetunion, 1990 kam die deutsche Wiedervereinigung und der Ost-West-Konflikt, der die Politik Europas jahrzehntelang bestimmt hatte, schien dauerhaft beendet. Die Europäische Union, wie sich der Staatenbund seit dem Vertrag von Maastricht 1992 nennt, erschien als Stabilitätsanker in einer Zeit des Umbruchs und als Zone wirtschaftlicher Prosperität weiterhin attraktiv.
Allerdings waren in den 1970er und 1980er Jahren zahlreiche Erdöl- und Erdgasfelder in der Nordsee entdeckt worden, an denen Norwegen dank der Aufteilung der Nordsee in ausschließliche Wirtschaftszonen einen erheblichen Anteil hatte. Während der Ölpreiskrisen 1973/74 und 1979/80 stieg der Ölpreis auf ein bis dahin nicht gekanntes Niveau; Norwegen, dessen Wirtschaft zuvor stark durch Fischerei und Kleinindustrie bestimmt gewesen war, wurde zu einem Ölexporteur und zu einem der nach Bruttoinlandsprodukt reichsten Länder der Welt. Deshalb erschien der EU-Beitritt weniger notwendig als in den Jahrzehnten zuvor. Die Befürworter eines EU-Beitritts argumentierten, Norwegen werde ohne EU-Beitritt zunehmend marginalisiert und in Europa isoliert.

## Antrag Norwegens auf EU-Mitgliedschaft 1992
Am 25. November 1992 übermittelte die Ministerpräsidentin Norwegens, Gro Harlem Brundtland dem Rat der Europäischen Gemeinschaften den offiziellen Antrag Norwegens auf Aufnahme in die EU.
Norwegen folgte damit dem Beispiel Österreichs, Schwedens und Finnlands, die kurz zuvor analoge Anträge gestellt hatten. Am 7. Dezember 1992 beschloss der Rat, ein Aufnahmeverfahren einzuleiten. In einer Stellungnahme der Europäischen Kommission wurden als problematische Bereiche die Felder Agrarpolitik, Fischerei und staatliche Monopole, wie das Alkoholmonopol benannt. Dort seien Anpassungen Norwegens an europäische Verhältnisse notwendig. Die Probleme wurden als lösbar beurteilt und die Empfehlung der Kommission lautete, „Beitrittsverhandlungen mit Norwegen so bald wie möglich aufzunehmen“.
Die Beitrittsverhandlungen wurden am 5. April 1993 in Luxemburg aufgenommen und am 16. März 1994 in Brüssel abgeschlossen. Am 4. Mai 1994 stimmte das Europäische Parlament mit großer Mehrheit der Aufnahme Norwegens zu (376 dafür, 24 dagegen, 57 Enthaltungen).
In Norwegen war der Beitritt stark umstritten. Die Diskussionen in der Beitrittsfrage drehten sich vor allem um die möglichen Konsequenzen eines Beitritts für den norwegischen Sozialstaat und Umweltfragen, sowie um die Frage, inwieweit Norwegen weiter die Kontrolle über seine natürlichen Ressourcen (Erdöl, Erdgas, Wasserkraft) behalten würde. Zu einem wichtigen Thema wurde – wie auch schon 1972 – die Fischereipolitik. Innerhalb der norwegischen Fischereiindustrie waren die Meinungen differenziert. Einerseits war man bestrebt, die norwegischen Gewässer frei von den Fangflotten anderer EU-Länder zu halten, andererseits war den Verantwortlichen der fischverarbeitenden Industrie die Bedeutung des Gemeinsamen Marktes für den Absatz norwegischer Fischprodukte bewusst.
In einer Resolution vom 27. Mai 1993 verurteilte das Europäische Parlament die Entscheidung Norwegens, weiter am kommerziellen Walfang festhalten zu wollen, was dort ablehnende Reaktionen hervorrief.
Die Wirtschaftsverbände Norwegens befürworteten den EU-Beitritt, während die Gewerkschaften überwiegend EU-skeptisch waren. Die Bauernverbände lehnten die EU-Mitgliedschaft aus Sorge um Inkompatibilitäten der EU-Agrarpolitik mit den Verhältnissen in Norwegen ganz überwiegend ab.
Von den politischen Parteien Norwegens sprachen sich die bürgerlichen Parteien Kristelig Folkeparti, Venstre, Senterpartiet, sowie die Linkspartei Sosialistisk Venstreparti gegen die EU-Mitgliedschaft aus, dafür waren die Sozialdemokraten (Arbeiderpartiet) und die Konservativen (Høyre).
Alle politischen Parteien einigten sich auf die Abhaltung eines Referendums über die umstrittene Beitrittsfrage.
Vor dem Referendum in Norwegen fanden analoge Abstimmungen in Österreich (am 12. Juni 1994), in Finnland (am 16. Oktober 1994) und in Schweden (am 13. November 1994) statt, bei denen die Wähler mehrheitlich für den Beitritt ihrer Länder stimmten. Das knappeste Ergebnis gab es im benachbarten Schweden, wo zwei Wochen vor der Abstimmung in Norwegen 52 % der Wähler mit „Ja“ stimmten.

## Abstimmung und Ergebnis
Die von den Wählern mit „Ja“ oder „Nei“ zu beantwortende Frage lautete:

„Bør Norge bli medlem i EU (Den europeiske union)?“

„Soll Norwegen Mitglied der EU (Europäischen Union) werden?“

Die folgende Tabelle zeigt die Abstimmungsergebnisse nach Stimmbezirken:

Landesweite Ergebnisse nach Stimmbezirken

| Fylke           | Fylke            | Wahlberechtigte | Wahlbeteiligung in % | Ja in % | Nein in % |
| --------------- | ---------------- | --------------- | -------------------- | ------- | --------- |
| 01              | Østfold          | 185.441         | 88,2                 | 53,5    | 46,5      |
| 02              | Akershus         | 322.029         | 91,1                 | 63,8    | 36,2      |
| 03              | Oslo             | 360.340         | 88,1                 | 66,6    | 33,4      |
| 04              | Hedmark          | 146.468         | 88,7                 | 42,7    | 57,3      |
| 05              | Oppland          | 142.911         | 88,5                 | 44,1    | 55,9      |
| 06              | Buskerud         | 174.271         | 88,7                 | 57,2    | 42,8      |
| 07              | Vestfold         | 155.338         | 89,0                 | 57,0    | 43,0      |
| 08              | Telemark         | 125.401         | 87,9                 | 42,2    | 57,8      |
| 09              | Aust-Agder       | 73.841          | 88,0                 | 44,4    | 55,6      |
| 10              | Vest-Agder       | 108.226         | 89,0                 | 45,6    | 54,4      |
| 11              | Rogaland         | 251.790         | 90,3                 | 45,3    | 54,7      |
| 12              | Hordaland        | 313.511         | 89,8                 | 43,7    | 56,3      |
| 14              | Sogn og Fjordane | 80.104          | 89,5                 | 31,8    | 68,2      |
| 15              | Møre og Romsdal  | 180.426         | 89,1                 | 38,4    | 61,6      |
| 16              | Sør-Trøndelag    | 194.869         | 87,9                 | 45,0    | 55,0      |
| 17              | Nord-Trøndelag   | 96.344          | 89,4                 | 36,0    | 64,0      |
| 18              | Nordland         | 183.703         | 88,5                 | 28,6    | 71,4      |
| 19              | Troms            | 113.840         | 89,1                 | 28,5    | 71,5      |
| 20              | Finnmark         | 57.211          | 88,1                 | 25,5    | 74,5      |
| Norwegen gesamt | Norwegen gesamt  | 3.266.064       | 89,0                 | 47,8    | 52,2      |

## Nach dem Referendum
Im Ergebnis wurde der EU-Beitritt von der Mehrheit der Abstimmenden abgelehnt. Bemerkenswert war die große Ähnlichkeit zum Abstimmungsergebnis von 1972, auch was die regionale Verteilung anging, wobei der Prozentsatz der Beitrittsbefürworter insgesamt leicht zugenommen hatte (von 46,5 auf 47,8 %). Nach 1994 verschwand das Projekt eines baldigen EU-Beitritts Norwegens bis heute weitgehend von der politischen Agenda. Jedoch war es weitgehender Konsens zwischen den verantwortlichen Politikern in Norwegen, dass sich das Land so weitgehend wie nötig und möglich an die EU annähern sollte. Norwegen ist (im Gegensatz beispielsweise zum Nicht-EU-Land Schweiz) Mitglied des Europäischen Wirtschaftsraums (EWR). Der EWR war ursprünglich als eine Art Übergangszustand gedacht gewesen, für Länder, die in absehbarer Zeit der EU beitreten wollten und dafür eine Anpassungszeit zur Harmonisierung mit den EU-Verhältnissen benötigten. Im Falle Norwegens hat sich dieses „Provisorium“ zu einem länger dauernden Zustand entwickelt. Seit dem Jahr 1994 wurden durch Norwegen insgesamt mehr als 5.000 EU-Gesetze und Bestimmungen übernommen. Norwegen nimmt an 35 verschiedenen EU-Programmen (auf den Gebieten Forschung, Kultur, Entwicklung etc.) teil (Stand: 2009) und ist dem Schengen-Abkommen beigetreten. Außerdem trägt Norwegen mit zu Gemeinschaftsausgaben des Europäischen Wirtschaftsraums bei (zwischen 2009 und 2014 insgesamt 1,79 Milliarden Euro).
Diese Quasi-Integration Norwegens in die EU ohne gleichzeitige Mitgliedschaft hat sich vollzogen, ohne größere Proteste im Land hervorzurufen.